# Anse Duguay-Trouin
Pour les articles homonymes, voir Duguay-Trouin.
L'anse Duguay-Trouin est une baie de la péninsule Rallier du Baty au sud de la Grande Terre des îles Kerguelen dans les Terres australes et antarctiques françaises (TAAF).

## Géographie

### Situation
L'anse Duguay-Trouin peut être considérée comme une partie de la baie d'Audierne, dont elle occupe le nord-ouest en pénétrant dans le presqu'île d'Entrecasteaux, et donne à l'est sur la baie de Chimay dont elle constitue l'un des prolongements.

### Toponymie
L'anse doit son nom – donné par la commission de toponymie des Kerguelen en 1966 – au corsaire malouin René Duguay-Trouin (1673-1736).